# ソニー・ミュージックエンタテインメント (日本)
株式会社ソニー・ミュージックエンタテインメント（英: Sony Music Entertainment (Japan) Inc.、略称：SME、SMEJ）は、東京都千代田区に本社を置く、ソニーグループの音楽系事業統括会社（中間持株会社）。
ソニーグループの直接子会社であり、米国のソニー・ミュージック エンタテインメント (SME) からは独立して運営されている。

## 概要

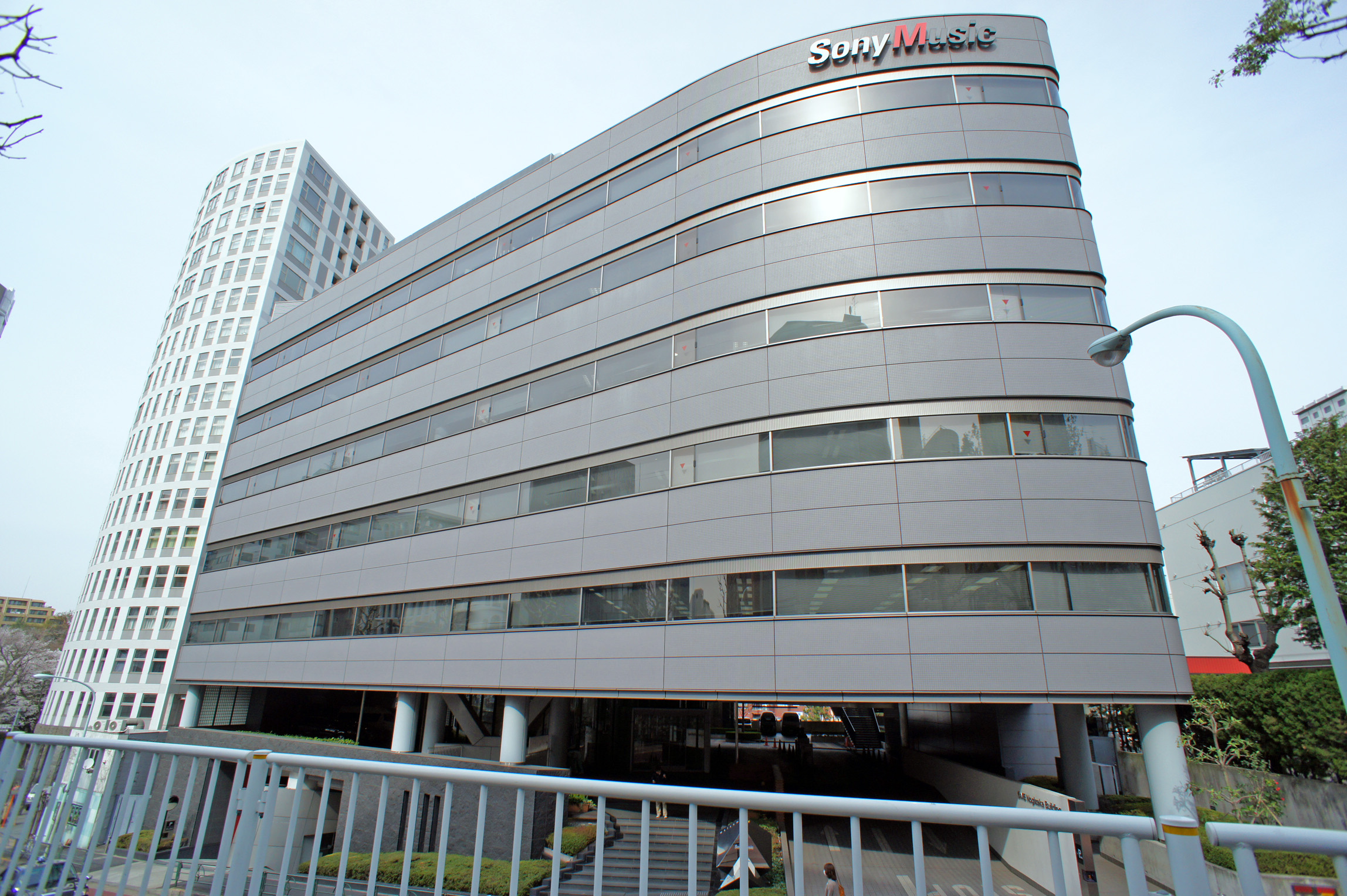
旧SME乃木坂ビル（2018年2月、ジャニーズ事務所に売却）

1968年（昭和43年）3月11日、「CBS・ソニーレコード株式会社」として設立され、1991年（平成3年）4月1日から現社名となっている。さらに2001年（平成13年）には、分離・子会社化したレコード製作部門、営業部門、製造部門の統括会社（持株会社）になった。現在の法人は2003年（平成15年）に非音楽部門を分離するために行った会社分割の際に、旧ソニー・ミュージックエンタテインメントの音楽事業を承継し設立された。
音楽系事業以外は、2003年（平成15年）の会社分割で同時に設立された株式会社ソニー・カルチャーエンタテインメントが統括会社となっていた。しかし、ソニーのリテール事業の売却に伴い、2006年（平成18年）5月17日に株式会社エスシーユーに商号変更したうえで、会社分割により新・株式会社ソニー・カルチャーエンタテインメントとリテール事業の統括会社の2社を子会社として設立。株式会社エスシーユーはソニーに吸収合併され、さらに株式会社ソニー・カルチャーエンタテインメントも2006年（平成18年）12月1日に株式会社ソニー・ミュージックエンタテインメントに吸収合併された。この様にソニーによるグループの解体・再編が行われていた（リテール部門の売却については、スタイリングライフグループも参照）。
アメリカのソニー・ミュージックエンタテインメント（CBSレコード（初代法人）が母体）は、2004年（平成16年）にBMGエンターテインメントと合併し、「ソニーBMG・ミュージックエンタテインメント」が発足した。
2008年（平成20年）10月には、ソニーが「ソニーBMG・ミュージックエンタテインメント」のベルテルスマン持分を取得し、「ソニーBMG・ミュージックエンタテインメント」を完全子会社化した。同時にソニーの完全子会社であるソニー・ミュージックエンタテインメント（SMEJ）は、「ソニーBMG・ミュージックエンタテインメント」からBMG JAPANの全株式の譲渡を受け、BMG JAPANを子会社化した。その後2009年10月1日、BMG JAPANの国内制作部門および洋楽部門以外の部門を吸収合併した（BMG JAPANの国内制作部門は新設の株式会社アリオラジャパンへ、洋楽部門はソニー・ミュージックジャパンインターナショナルへ、それぞれ承継した）。
音楽配信事業を巡っては他のレコード会社と比べて一曲あたりの値段が若干高く設定されている他、デジタル著作権管理（DRM）が厳しく、従来まではソニー製ウォークマンやパソコン用プレイヤーでしか再生が不可能なATRAC方式が主体であったり、音源が配信されているウェブサイトが、子会社のレーベルゲートが運営しているmoraとその提携先に限られていた。
しかし、アリオラジャパンを始めとした旧BMG JAPAN系の会社やレーベルは、SME傘下になっても引き続きiTunes Storeなどで楽曲提供を行っていた。2012年に入ると、2月22日にiTunes Storeで主要洋楽アーティストの楽曲提供を開始。さらに、10月1日のmoraのサイトリニューアルで、DRMフリーのMP3とAACによる楽曲配信が開始されたことで、SMEもこのフォーマットで楽曲提供を行うようになり、11月7日より、主要邦楽アーティストの楽曲提供も開始している。
また、レコード人気が再燃している状況を受け2017年6月29日に日本国内でのアナログレコードの自社生産を再開すると発表した。1989年に生産を終了してからは海外企業を含め外注しており、自社での生産は29年ぶりとなる。当初はSME系所属アーティストが中心となるが、今後外部レーベルからの受注生産も受け付ける。
その一方で2000年以降CD不況でレーベルビジネスが厳しいと言われているなかにおいて、グループ会社のアニプレックス（アニメーション企画・製作）が手掛けるソーシャルゲーム『Fate/Grand Order』が記録的なヒットを達成し、リリースした2015年以降大幅に売上高を伸ばしている。2018年3月期のグループ全体の売上高のうち、半分をアニプレックスが占めるほど、グループ間でのビジュアルビジネスへの比重が高まっている。

## 沿革
- 1967年（昭和42年）12月 - ソニー株式会社（以下ソニー、現：ソニーグループ株式会社）と米国Columbia Broadcasting System Inc.（以下米CBS社、現：CBS Inc.）との合弁会社設立の調印が交わされ、米CBSとソニーの折半出資による新会社設立の申請を行う。
- 1968年（昭和43年）
  - 3月11日 - ソニーと米CBS社との合弁契約に基づき、東京都品川区にCBS・ソニーレコード株式会社（初代法人）[注釈 2]として設立。資本金720百万円。出資比率は50:50で、日本における資本自由化措置後第1号の合弁会社であった。創業当初から、当時最新鋭のレコード・カッティング・マシーンであるノイマン社のSX-68を導入し、レコードのカッティング及び生産を開始。
  - 4月1日 - 本社を東京都港区に移転。
  - 8月21日 - 第1回新譜を発売（サイモン&ガーファンクル「サウンド・オブ・サイレンス」（規格品番：SONG 80002）ほか）
  - 9月5日 - 邦楽の制作を開始（第1回新譜は、フォーリーブス「オリビアの調べ」（規格品番：SONA 15001）・アダムス「旧約聖書」（規格品番：SONA 12002）の2作）
  - 11月 - 静岡県志太郡大井川町（現：焼津市）に静岡工場（現：ソニー・ミュージックソリューションズ大井川プロダクションセンター）を竣工。 なお、静岡工場が操業するまでの間、日本ビクター（現：JVCケンウッド）へレコード盤のプレスを委託していた。
- 1969年（昭和44年）
  - 2月 - 第1回LPを発売（サイモン&ガーファンクルの映画サントラ盤『卒業』ほか）
  - 12月 - カセットテープソフト生産開始。
- 1971年（昭和46年）7月 - 新レーベル「EPIC」発足。
- 1973年（昭和48年）8月 - 株式会社CBS・ソニー（初代法人）[注釈 3]と商号変更。本社を東京都新宿区(SME市ヶ谷ビル)に移転。
- 1974年（昭和49年）8月 - 静岡工場をCBS・ソニーレコード株式会社（二代目法人）として分離。
- 1975年（昭和50年）3月 - CBS・ソニーとワーナー・パイオニア（現：ワーナーミュージック・ジャパン）の共同出資でジャパン・レコード配送（後のジャレード、現：ソニー・ミュージックソリューションズ）を設立。
- 1977年（昭和52年） - ソニー社製PCMプロセッサーPAU-1602[注釈 4]と3/4インチUマチックVTRを使って、世界初の16ビットによるPCMデジタル録音を行う（盛田昭夫コレクションによるピアノ・ロールによる録音）。
- 1978年（昭和53年）
  - 1月1日 - ソニー社製PCMプロセッサーPCM-1600[注釈 5]を導入、運用開始。
  - 5月 - ビデオソフト発売開始。
  - 8月 - 全額出資にて株式会社EPIC・ソニー[注釈 6]を設立。
  - 9月 - 東京都新宿区に信濃町スタジオを完成、運用開始。
- 1979年（昭和54年）
  - 1月1日 - 音の良い高品質レコード「マスターサウンド」シリーズを発売開始。
  - 2月1日　- ソニー社製24チャンネルマルチPCMデジタルレコーダー、PCM-3224[注釈 7]を使った世界初の24ch、16ビットによるデジタルマルチ録音を荒川区民会館にて行う（グリーグ作曲「ピアノ協奏曲イ短調」中村紘子（ピアノ）、大町陽一郎指揮東京フィルハーモニー交響楽団）。尚、この録音の編集作業（於：同社信濃町スタジオ）から、ソニー社製の世界初の本格的デジタル音声編集機（DAE-1000）の使用を世界で初めて開始する。
- 1980年（昭和55年）? - 後に於けるCDの発売も考慮して、ソニー社製PCMプロセッサーPCM-1610[注釈 8]を導入、運用開始。
- 1981年（昭和56年）8月 - SD事業部新設、アーティストの発掘・育成を強化。
- 1982年（昭和57年）
  - 4月 - コンパクト・ディスク・ソフトの生産開始。
  - 月目不明 - ソニー社製24チャンネルマルチPCMデジタルレコーダー、PCM-3324[注釈 9]を導入、運用開始。
  - 10月1日 - 世界初のコンパクト・ディスク・ソフトを発売（ビリー・ジョエル『ニューヨーク52番街』ほか初回全50タイトル）[注釈 10]。
- 1983年（昭和58年）8月 - 株式会社シービーエス・ソニーグループ[注釈 11]と商号変更。又、企画制作部門を、株式会社CBS・ソニー（二代目法人）として分離。
- 1984年（昭和59年） - 自社制作の録音が、原則として全てPCMデジタル録音となる。
- 1986年 - ソニー社製PCMプロセッサーPCM-1630[注釈 12]を導入、運用開始。
- 1988年（昭和63年）
  - 1月 - ソニー株式会社が米国CBS Inc.の所有していた全株式を取得。
  - 2月 - ソニー株式会社よりビデオソフト・カラオケソフトの企画制作・製造・販売会社である株式会社ソニービデオソフトウェアインターナショナルの全株式を取得。
  - 3月 - 株式会社シービーエス・ソニー、株式会社エピック・ソニー、シービーエス・ソニーレコード株式会社および株式会社ソニービデオソフトウェアインターナショナルの4社を吸収合併。
- 1989年（平成元年）
  - 1月 - ソニー社製48チャンネルマルチPCMデジタルレコーダー、PCM-3348[注釈 13]を導入、運用開始。
  - 11月 - レーザーディスクの生産開始。
- 1991年（平成3年）
  - 4月1日 - 株式会社ソニー・ミュージックエンタテインメントと商号変更。
  - 11月 - 東京証券取引所市場第二部（現：スタンダード）に上場。
- 1992年（平成4年）
  - 2月 - 静岡県榛原郡吉田町に静岡第2プロダクションセンターを竣工。
  - 4月1日 - 新レーベル「キューン・ソニーレコード（Ki/oon Sony Records）」発足。
  - 8月 - ミニディスク（MD）ソフト生産開始。
  - 11月1日 - MDソフト発売開始（マライア・キャリー『エモーションズ』ほか初回全88タイトル）。
- 1995年（平成7年）3月 - 公式ホームページ「BIGTOP（現：Sony Music Online Japan）」スタート。
- 1996年（平成8年）
  - 6月 - 静岡プロダクションセンターがISO「ISO9002」の認証を取得。
  - 9月 - 信濃町スタジオにて、世界初のDSD方式による録音を行う（トニー・ウィリアムス『ヤング・アット・ハート』）。
- 1997年（平成9年）
  - 2月 - DVDソフト生産開始（『ザ・シークレット・サービス』ほか）。
  - 4月 - 静岡プロダクションセンターが国際環境規格「ISO14001」の認証を取得。
- 1998年（平成10年）
  - 4月1日 - 新レーベル「SMEJ Associated Records」設立。
  - 7月 - 茨城県那珂郡那珂町（現：那珂市）に茨城プロダクションセンターを竣工。東京都港区に白金台ビル（白金台オフィスとも）を完成。
  - 8月1日 - 社章を“Sony Musicロゴタイプ”に変更。 同時に“SonyMusicロゴタイプ”サウンドロゴを採用。
- 1999年（平成11年）
  - 2月 - 小室哲哉のプライベートレーベル「TRUE KiSS DiSC」が発足。
  - 5月21日 - 世界初のスーパー・オーディオCDソフトを発売（マイルス・デイビス『カインド・オブ・ブルー』（SRGS-4501）ほか）。
  - 12月 - 東京証券取引所における株式の上場廃止。
  - 12月 - インターネットによる邦楽新譜CDシングルタイトル曲の有料音楽配信「bitmusic（ビットミュージック）」を開始。
- 2000年（平成12年）
  - 1月 - ソニー株式会社と株式交換し、同社の完全子会社となる。
  - 2月 - コーポレイト・エグゼクティブ制度（執行役員制度）を導入。
  - 4月 - 著作権侵害増加を危惧し、株式会社ソニー・ミュージックエンタテインメントが中核となり音楽業界各社出資の下、株式会社レーベルゲート（現：ソニー・ミュージックソリューションズ）設立。
- 2001年（平成13年）
  - 1月 - レコード制作の一部門を（株）デフスターレコーズとして分離。
  - 3月 - 乃木坂ビル竣工（B1-B3にソニー・ミュージックスタジオを併設）。
  - 5月 - ソニーミュージックグループ総合ECショップ「EGSTREET」（現在のSony Music Shop）オープン。
  - 6月 - ブロードバンドマガジン「MORRICH」スタート（名称は「MORRICHは、リッチな盛田ではなくて、more richという意味」（SMEの盛田昌夫談））。 本社を東京都千代田区（SME六番町ビル）に移転。
  - 10月1日 - レコード制作部門を（株）ソニー・ミュージックジャパンインターナショナル、（株）ソニー・ミュージックレコーズ、（株）エピックレコードジャパン、（株）キューンレコード、（株）ソニー・ミュージックアソシエイテッドレコーズとして分離。営業部門を（株）ソニー・ミュージックディストリビューションとして分離。製造部門を（株）ソニー・ミュージックマニュファクチュアリング（2009年（平成21年）4月 、（株）ソニーDADCジャパン（現：ソニー・ミュージックソリューションズ）に社名変更）として分離・持株会社化。
- 2002年（平成14年）
  - 2月 - ソニーミュージックグループが環境マネジメントシステムの国際規格「ISO14001」認証を取得。　
  - 4月 - サウンドロゴをリニューアル。
  - 12月 - CD音源の携帯電話向け配信サービス「着うた」開始。
- 2003年（平成15年）
  - 4月1日 - 株式会社SMEJと商号変更。新設分割により同社の完全子会社として株式会社ソニー・ミュージックエンタテインメントと、株式会社ソニー・カルチャーエンタテインメントの2社を設立（音楽事業とその他の事業を分離）。
  - 7月1日 - 株式会社エスエムイージェーがソニー株式会社に吸収合併され解散。この結果、ソニー株式会社が完全親会社となる。
- 2004年（平成16年）8月1日 - 米ソニー・ミュージックエンタテインメントとBMGエンターテインメント（ベルテルスマングループ）が合併し、また双方の50%ずつの出資によってソニーBMG・ミュージックエンタテインメントを発足。
- 2005年（平成17年）2月1日 - 子会社・株式会社ソニー・ミュージックネットワーク設立（MORRICH・bitmusicの事業承継）。
- 2006年（平成18年）
  - 3月 - 「MORRICH」終了。
  - 7月 - 保有していた白金台ビルを売却。
  - 12月 - 株式会社ソニー・カルチャーエンタテインメントを吸収合併。
- 2008年（平成20年）10月1日 - 株式会社BMG JAPANを子会社とする。
- 2009年（平成21年）10月1日 - BMG JAPANの国内制作部門を新設の株式会社アリオラジャパン（現：ソニー・ミュージックレーベルズ）へ、洋楽部門（RCA/JIVEグループ）をソニー・ミュージックジャパンインターナショナル（現：ソニー・ミュージックレーベルズ）へ承継し、残った法人をソニー・ミュージックエンタテインメントが吸収合併。
- 2011年（平成23年）- 株式会社ソニー・ミュージックアーティスツが株式会社ヴィレッジミュージックを吸収合併。
- 2012年（平成24年）4月1日 - MUSIC ON! TVとソニー・マガジンズが合併し株式会社エムオン・エンタテインメントが発足。またホールネットワークが株式会社Zeppライブエンタテインメントに、キューンレコードが株式会社キューンミュージックにそれぞれ商号変更を行う。
- 2014年（平成26年）4月1日 - ソニー・ミュージックレコーズが7つのレーベル各社を吸収合併し株式会社ソニー・ミュージックレーベルズを発足。またソニー・ミュージックディストリビューションがソニー・ミュージックネットワークを吸収合併し株式会社ソニー・ミュージックマーケティングが発足。
- 2015年（平成27年）4月1日 - ソニーDADCジャパンを完全子会社（機能子会社）化[5]。また、レーベルゲートがクリップゲートを吸収合併[6]。
- 2017年（平成29年）
  - 4月30日 - 新レーベル「SACRA MUSIC」発足。
  - 6月29日 - 29年ぶりとなるアナログレコードの自社生産再開を発表[7][8][9][10]
- 2018年（平成30年）
  - 1月25日 - ソニーミュージックグループ内でアナログレコードの一貫生産が可能になったことを発表[11]。
  - 2月15日 - SME市ヶ谷ビル（新宿区）とSME乃木坂ビル（港区）の売買契約締結を発表。売却に合わせて第2拠点を東京ミッドタウン（港区）のミッドタウン・タワー12〜15階に置く[12]。このうちSME乃木坂ビルはジャニーズ事務所に売却し、同社の新本社ビルとなることが分かっているほか[13][14][注釈 14]、同ビル内にあるソニー・ミュージックスタジオ東京は同社と賃貸借契約を締結した上でソニーミュージックグループが運営を継続する[12]。SME市ヶ谷ビルは武蔵野美術大学が取得し、2019年4月から「市ヶ谷キャンパス」となった[16]。
  - 3月11日 - 創業開始から50周年（半世紀）を迎えた。
- 2021年（令和3年）
  - 4月1日 - 子会社として株式会社room NB、株式会社次世代を設立[17][18]。また、ソニー・ミュージックマーケティングの商号を株式会社ソニー・ミュージックマーケティングユナイテッドに変更[19]。ソニー・ミュージックアクシスを吸収合併[20]。
- 2022年（令和4年）
  - 4月1日 - 株式会社ソニー・ミュージックダイレクトを株式会社ソニー・ミュージックレーベルズに吸収合併し法人消滅。なお、ソニー・ミュージックダイレクトの「マーケティンググループ」及び「総合企画グループ」の事業を吸収分割の方法により株式会社ソニー・ミュージックマーケティングユナイテッドに継承[21]。
- 2024年（令和6年）
  - 9月11日 - グループ会社だった株式会社Zeppホールネットワークの完全子会社化を発表[22]。

## グループ会社
※ …旧・ソニー・カルチャーエンタテインメント傘下の企業

### ミュージック&アーティストビジネスグループ
- ソニー・ミュージックレーベルズ - 音楽事業会社。2014年4月にレーベル8社の合併により発足。
- ソニー・ミュージックマーケティングユナイテッド - 音楽配信事業、ソニー・ミュージックグループの公式サイトやSNS公式アカウントの運営など、デジタルマーケティング事業を行う。2019年3月まではソニー・ミュージックグループ傘下の各レーベルの営業会社としても機能していた（2019年4月にソニー・ミュージックソリューションズに業務移管）。
- ソニー・ミュージックアーティスツ - アーティストマネージメントオフィス（芸能事務所）。
- 次世代 - SMEJの部署であった次世代ロック研究開発室を分割し2021年4月に設立。次世代アーティストによるIP創出・事業化を担う。
- ソニー・ミュージックパブリッシング - 音楽著作権の取得・管理・運用業務
  - アルファミュージック - 音楽出版業務、元レコード会社。2001年より著作権管理および原版使用権をソニー・ミュージックパブリッシング（以下SMPJ）に委託し、音楽ソフトは荒井由実やいしだあゆみ、松山千春[注釈 15]などごく一部を除き、基本的にソニー・ミュージックダイレクトを経てソニー・ミュージックレーベルズから発売。2019年4月付でソニー・ミュージックパブリッシングの子会社となったが2022年4月付を以ってSMPJに吸収され、法人格が完全消滅することとなった。
- ミュージックレイン - 芸能事務所、レーベルとしての業務も兼営。規格品番はSM。
- room NB - ゲーム実況などネットコンテンツ関連事業、ネットクリエイターのエージェント業務、音楽朗読劇や舞台に関する事業など。2021年4月設立。

### ビジュアル&キャラクタービジネスグループ
- アニプレックス※
  - A-1 Pictures※
  - Clover Works
  - Boundary
  - Live2D
  - ラセングル
  - リアルト・エンタテインメント
  - アニプレックス・オブ・アメリカ（Aniplex of America）
  - 株式会社アニプレックス上海（安尼普（上海）文化艺术有限公司，Aniplex (Shanghai) Ltd.）
  - Crunchyroll（ソニー・ピクチャーズ エンタテインメント共同所有）
- ソニー・クリエイティブプロダクツ※

### エンタテインメントソリューションビジネスグループ
- ソニー・ミュージックソリューションズ（旧：ソニー・ミュージックコミュニケーションズ）
  - レコードジャケットデザイン・制作・印刷、ソニー・ミュージックスタジオの運営、CD-ROMやDVD-ROMのプレス、CD店の店舗設計、視聴機やスタジオモニター用のヘッドホン・イヤホン等の開発販売など、音楽ビジネスを包括している。2019年4月1日付を以って同社を存続会社とし、後述するソニーDADCジャパンおよびジャレードを吸収合併、ソニー・ミュージックマーケティングからデジタルマーケティング事業以外の事業譲渡を受け、これにあわせる形で現在の社名となった。近年は映像ソフトの製作委員会にも出資・参画している。
  - 上記の通りソニー・ミュージックマーケティングから移譲される形でソニー・ミュージック傘下の各傘下レーベルの営業会社（音楽配信はソニー・ミュージックマーケティングが継続）ともなっており、2025年6月現在、自社系列以外ではアップフロントワークス（zetimaレーベルのみ担当）、及びストームレーベルズ（各傘下レーベルを含む。）、コナミデジタルエンタテインメント（各傘下レーベルを含む。）、バンダイナムコミュージックライブ（Glory Heavenレーベル、Purple One Starレーベル、SUNRISE Music Label等）、タイトー（ZUNTATA RECORDSのみ担当）、日音（Anchor Records・ Kisspoint Records等）、ワーナーミュージック・ジャパン（MOON RECORDSなどの傘下レーベルを含む）[23]、トイズファクトリー（各傘下レーベルを含む）、マーベラス（プリキュアシリーズ関連楽曲）等の他社の受託もしている。
  - エムオン・エンタテインメント（音楽専門チャンネル「MUSIC ON! TV」の運営、出版事業。2020年4月1日付でソニー・ミュージックソリューションズの子会社となる[24]）※
- Zeppホールネットワーク（旧ホールネットワーク→Zeppライブエンタテインメント、ライブハウス「Zepp」の運営）※
  - ライブエグザム（Zeppライブエンタテインメントから企画制作部門を分離。バックステージプロジェクトとの合弁）

### その他
- 乃木坂46合同会社（乃木坂46の現メンバー全員および一部元メンバー等のマネジメント、コンサートの企画等）
- Seed & Flower合同会社（櫻坂46、日向坂46、長濱ねるのマネジメント、コンサートの企画等）
- バズウェーブ合同会社（22/7等のマネジメント、コンサートの企画等）

## 旧グループ会社・レーベル
- SIREN SONG（Xが1989年にCBS・ソニーからデビューした際に設立されたX専用のレーベル。1992年まで運用）
- Oo RECORDS（1997年に親会社に吸収）
- TRUE KiSS DiSC（小室哲哉が主宰したレーベル。2001年に活動休止）
- Antinos Records（1994年 - 2004年 2002年6月までグループ会社だったが、翌7月にエピックレコードに吸収合併され、2004年に運営終了）
- ソニー・ミュージックワークス
- パームビーチ（小坂洋二が代表取締役社長を務めたレーベル。2008年3月31日付でレーベル運営を解消し、事業解散）
- ボイス&ハート（2008年4月にアニプレックス傘下から独立）
- HIT STREET
- The Music Council（大泉洋らが一時在籍、2003年設立）
- BMG JAPAN（邦楽部門をアリオラジャパンに、洋楽部門（RCA/JIVEグループ）をソニー・ミュージックジャパンインターナショナルに承継の上、2009年10月1日に親会社に吸収合併され解散）
- ソニー・マガジンズ（2012年4月にミュージック・オン・ティーヴィと合併、エムオン・エンタテインメントの出版メディア事業部門となる）
- クリップゲート（2015年4月1日にレーベルゲートに吸収合併され解散）
- 閃光レーベル（ラジオ番組SCHOOL OF LOCK!のCD発売専用レーベル。2014年夏に閃光ライオットの終了に伴い運営終了）
- スティーズラボミュージック
- オーガスタレコード（オフィスオーガスタのプライベートレーベルとしてアリオラジャパン（旧BMGファンハウス時代に発足）から販売。規格品番はAU（Augusta）。2017年1月にオフィスオーガスタがユニバーサルミュージックと資本提携したのに伴い、同年4月にレーベルごとユニバーサルに移管）
- ソニー・ミュージックアーティスツに合併統合された芸能事務所（ヴィレッジ・ミュージック・ウエストサイドを除く5社は2009年4月1日に再合併して統合）
  - Hit & Run
  - SMAエンタテインメント（レーベル事業を兼ねる）
  - SMAプレイヤーズ
  - ニューカム（2012年にソニー・ミュージックアーティスツから独立）
    - ブルーワンミュージック（2006年4月1日よりニューカムに事業統合）

  - ミュージック・タブロイド
  - ヴィレッジミュージック（ヴィレッジ・エーとヴィレッジ・レコードが統合して2006年に設立。レーベル事業も兼ねる。2011年4月にソニー・ミュージックアーティスツに吸収合併）
  - ウエストサイド（SME傘下に設立された後、2010年にソニー・ミュージックアーティスツの子会社となる。2012年10月1日に同社に吸収合併し解散）
- ultraCeep（ウルトラシープ）2014年4月に設立。
- ソニーDADCジャパン（レコードプレス子会社として設立後、当社との再統合と再分離を経てソニー完全子会社になった後、2015年4月1日付でSMEの完全子会社を経て2019年4月1日付でソニー・ミュージックコミュニケーションズに吸収合併され法人解散）
- ジャレード（1975年設立。長きに渡って商品配送関係を担当していたが2019年4月1日付を以ってソニー・ミュージックコミュニケーションズに吸収合併され法人解散）
- ソラシア・エンタテインメント（CS放送を中心としたメディア事業（アジアドラマチックTV）、映像コンテンツ事業等。2019年4月1日付でソニー・ミュージックソリューションズに吸収合併され法人解散[24]）
- レーベルゲート（2021年4月1日を以って、ソニー・ミュージックソリューションズに吸収合併）
- ソニー・ミュージックアクシス（統括会社における経理・システム・人事・総務・法務の受託業務。2021年4月にSMEJ本体に吸収合併）
- ファニメーション（2022年3月1日、ソニーグループはCrunchyrollとの間でブランド統合を行い[25]、社名をファニメーション・グローバル・グループから、クランチロール, LLCに変更すると発表した[26][27]。一部残るファニメーションのサービスも、やがて完全にCrunchyrollへ統合され[28][29]、2024年4月2日をもってアプリとWebサイトも閉鎖された[30][31]）
- ソニー・ミュージックダイレクト - 旧ソニー・ミュージックハウス。旧作音源の再発、通信販売。レーベルとしてSMDR GT musicもある。2022年4月1日にソニー・ミュージックレーベルズに吸収合併）
- デフスターレコーズ（DefSTAR Records） - J-POP等の個性派レーベル。2000年に発足。2015年にエスエムイーレコーズに吸収される形で運営終了。規格品番の販社コードはDF（DefSTAR）。
- Quatro A（2024年10月1日付でアニプレックスへ吸収合併され解散）
- Palm Beach Inc.（2008年3月28日付でSMEレコーズへ吸収合併され解散）
- フォワードワークス（2024年10月1日付でアニプレックスへ吸収合併され解散）

## 所属アーティスト
ここでは、各種クレジットのレーベル表記が「Sony Music Entertainment (Japan) Inc.」及び「SMEJ」等とされているアーティストのみ記載する。規格品番はXS。

### 現所属アーティスト
- 銀河団（2017年 - ）
- DOES（2021年 - ）（ソニー・ミュージックレーベルズ内のキューンミュージックから移動）
- YOASOBI[注釈 16]（2019年 - ）
  - Ayase（2021年 - ）
  - 幾田りら（2021年 - ）
- やまもとひかる（2019年 - ）

### かつて所属していたアーティスト
- arko lemming（2015年 - 2018年）
- 梅田サイファー（2021年）
- Creepy Nuts（2017年 - 2018年）（ → ソニー・ミュージックレーベルズ内のソニー・ミュージックアソシエイテッドレコーズに移動）
- クリトリック・リス（2016年 - 2017年）
- Survive Said The Prophet（2018年）（ → ソニー・ミュージックレーベルズ内のソニー・ミュージックレコーズに移動）
- TWiN PARADOX（2018年 - 2019年）
- told（2015年 - 2016年）
- ラストヒロイン（2015年）
- Michi/michimemoir（2015年 - 2020年）（ → バーニングパブリッシャーズ → エイベックス・エンタテインメントへ移籍）

## オープニングロゴ
- 現在は2019年4月より使用している3代目で、CGアニメーションなどは2代目と同様だが、レーベル名が「Sony Music Labels Inc.」の表記となっている。
  - 初代（1991年4月 - 1990年代後期）
    - 灰色の背景に、各傘下レーベル名と下に小文字で「Sony Music Entertainmant Japan Inc.」と表記されていた。

  - 2代目（1990年代末期 - 2019年3月）
    - ブラックバックに、各傘下レーベル名がロゴを光ディスクに回しているCGアニメーションが使用されている。2010年代より文字サイズを変更している。

※ただし、EPICレコードジャパン・キューンレコード（ → キューンミュージック）・アリオラジャパン・デフスターレコーズ・サクラミュージック等に限ってはレーベルオリジナルのオープニングロゴを使用していたが、3代目と同様に終わってからオリジナルロゴを流すようにしている。